# Janjevo
Janjevo (în albaneză Janjeva) este o localitate din estul Kosovo.

## Personalități
- Shtjefën Gjeçovi (1874–1929), călugăr franciscan, pedagog, culegător de folclor